# Бођа (Долж)
Бођа (рум. Bogea) насеље је у Румунији у округу Долж у општини Алмаж. Oпштина се налази на надморској висини од 112 m.

## Становништво
Према подацима из 2002. године у насељу је живело 551 становника, од којих су сви румунске националности.